# فریمانت، شهرستان یولو، کالیفرنیا
فریمانت (به انگلیسی: Fremont) یک منطقهٔ مسکونی در ایالات متحده آمریکا است که در شهرستان یولو، کالیفرنیا واقع شده‌است. فریمانت ۷ متر بالاتر از سطح دریا واقع شده‌است.